# Kaku Takagawa
Kaku Takagawa (japonsky: 高川 格, Takagawa Kaku, 21. září 1915 – 26. listopadu 1986) byl jeden z nejúspěšnějších profesionálních hráčů go 20. století, autor několika nejdůležitějších učebnic go, které byly též přeloženy. Tyto překlady byly základem pro generaci „západních“ profesionálních hráčů go.

## Biografie
Kaku Takagawa získal 1. dan v roce 1928, ve svých 13 letech. Ještě před dosažením 9. danu v roce 1960, vyhrál Takagawa devětkrát turnaj Hon'inbó (v letech 1952 - 1960) v nepřetržité sérii a získal tak čestný titul hon'inbó a po té přijal jméno Šúkaku Takagawa (高川 秀格). Co do počtu výher v nepřetržité sérii jej překonal o jednu pouze Čó Čikun (趙 治勲/조 치훈) v letech 1989 - 1998. Jeho „věčným rivalem“ byl Eio Sakata. Napsal řadu článků pro Nihon Ki-in.

## Danové hodnosti
| Dan              | Rok  |
| ---------------- | ---- |
| 1. (njúdan 入段) | 1928 |
| 2. dan           | 1931 |
| 3. dan           | 1935 |
| 4. dan           | 1936 |
| 5. dan           | 1939 |
| 6. dan           | 1941 |
| 7. dan           | 1945 |
| 8. dan           | 1954 |
| 9. dan           | 1960 |

## Tituly
| Titul           | Rok              |
| --------------- | ---------------- |
| Počet           | 16               |
| Meidžin         | 1968             |
| Hon'inbó        | 1952 - 1960      |
| Óza             | 1954             |
| Džúdan          | 1965             |
| NHK Cup         | 1966             |
| NK Championship | 1954, 1962, 1963 |